# 대한민국 국회 국토교통위원회
국토교통위원회(國土交通委員會, 영어: Land, Infrastructure and Transport Committee)는 국토, 건설 및 교통 분야에 관한 국회의 의사결정기능을 실질적으로 수행하는 국회 상임위원회이다.

## 설치 근거 및 소관 업무

### 설치 근거
- 국회법 [법률 제11717호, 2013.03.23 일부개정] 제37조[1]

### 소관 업무
- 국토교통부의 소관에 속하는 의안과 청원 등의 심사, 기타 법률에서 정하는 직무를 수행한다.

## 연혁
- 1948년 10월 2일: 교통체신위원회를 설치.
- 1963년 11월 26일: 건설위원회를 설치.
- 1994년 6월 28일: 교통체신위원회를 교통위원회와 체신과학기술위원회로 분리.
- 1995년 3월 3일: 교통위원회와 건설위원회를 건설교통위원회로 통합.
- 2008년 8월 25일: 건설교통위원회를 국토해양위원회로 개편.
- 2013년 3월 23일: 국토해양위원회를 국토교통위원회로 개편.

## 직무
- 입법 활동
- 예산안·결산 및 기금 심사
- 국정감사 및 국정조사
- 일반 국정통제
  - 소관 행정입법에 대한 검토
  - 법률에 정하는 소관기관 공직후보자에 대한 인사청문
  - 소관기관에 대한 일상적인 감시·통제

## 소관 부처
- 국토교통부
  - 행정중심복합도시건설청

## 위원 명단
| 위원정수 | 현원   | 더불어민주당 | 국민의힘 | 정의당             |
| 30       | 30     | 17 | 12 | 1                  |
| -------- | ------ | --- | --- | ------------------ |
| 위원장   | 위원장 | 김민기 - 용인시 을 | |                    |
| 간사     | 간사   | 최인호 - 부산 사하구 갑 | 김정재 - 포항시 북구 |                    |
| 위원     | 위원   | 김두관 - 양산시 을 김민철 - 의정부시 을 김병기 - 서울 동작구 갑 김병욱 - 성남시 분당구 을 김수흥 - 익산시 갑 맹성규 - 인천 남동구 갑 민홍철 - 김해시 갑 박상혁 - 김포시 을 이소영 - 의왕시·과천시 장철민 - 대전 동구 조오섭 - 광주 북구 갑 한준호 - 고양시 을 허영 - 춘천시·철원군·화천군·양구군 갑 허종식 - 인천 동구·미추홀구 갑 홍기원 - 평택시 갑 | 강대식- 대구 동구 을 권영세 - 서울 용산구 김선교 - 여주시·양평군 김학용 - 안성시 김희국- 군위군·의성군·청송군·영덕군 박정하 - 원주시 갑 박진 - 강남구 을 서범수 - 울산 울주군 서일준 - 거제시 이종배 - 충주시 정동만 - 부산 기장군 | 심상정 - 고양시 갑 |

### 소위원회
| 소위원회                        | 소위원회 | 의원 | 의원                                                                                      | 의원            | 의원 |
| 소위원회                        | 소위원회 | 더불어민주당                                                                                                | 국민의힘                                                                                  | 정의당          |      |
| ------------------------------- | -------- | --- | ----------------------------------------------------------------------------------------- | --------------- | ---- |
| 국토법안심사소위원회 (11인)     | 소위원장 | | 김정재 (金汀才)                                                                           |                 |      |
| 국토법안심사소위원회 (11인)     | 소위원   | - 김민철 (金敏徹) - 김병욱 (金炳旭) - 김수흥 (金洙興) - 장철민 (張喆敏) - 조오섭 (曺五燮) - 허종식 (許琮植) | - 김학용 (金學容) - 김희국 (金熙國) - 서범수 (徐範洙)                                     | 심상정 (沈相奵) |      |
| 교통법안심사소위원회 (10인)     | 소위원장 | 최인호 (崔仁昊)                                                                                             |                                                                                           |                 |      |
| 교통법안심사소위원회 (10인)     | 소위원   | - 맹성규 (孟聖奎) - 민홍철 (閔洪喆) - 이소영 (李素永) - 한준호 (韓俊鎬) - 홍기원 (洪起元)                   | - 강대식 (姜大植) - 박정하 (朴正何) - 서일준 (徐一俊) - 정동만 (鄭東萬)                   |                 |      |
| 예산결산기금심사소위원회 (11인) | 소위원장 | 김두관 (金斗官)                                                                                             |                                                                                           |                 |      |
| 예산결산기금심사소위원회 (11인) | 소위원   | - 김병기 (金炳基) - 박상혁 (朴商赫) - 한준호 (韓俊鎬) - 허영 (許榮) - 허종식 (許琮植)                       | - 강대식 (姜大植) - 김선교 (金善敎) - 박정하 (朴正何) - 서일준 (徐一俊) - 이종배 (李鍾培) |                 |      |
| 청원심사소위원회 (10인)         | 소위원장 | | 이종배 (李鍾培)                                                                           |                 |      |
| 청원심사소위원회 (10인)         | 소위원   | - 김민철 (金敏徹) - 김수흥 (金洙興) - 이소영 (李素永) - 장철민 (張喆敏) - 조오섭 (曺五燮) - 홍기원 (洪起元) | - 권영세 (權寧世) - 서범수 (徐範洙) - 정동만 (鄭東萬)                                     |                 |      |

## 소관 법률

### 국토정책 관련 법률
- 국토기본법
- 수도권정비계획법
- 지역균형개발 및 지방중소기업육성에 관한 법률
- 신발전지역육성을 위한 투자촉진특별법
- 도청이전건설지원법
- 제주특별자치도 설치 및 국제자유도시 조성을 위한 특별법
- 산업입지 및 개발에 관한 법률
- 산업단지 인·허가 절차 간소화를 위한 특례법
- 기업도시개발특별법
- 신행정수도 후속대책을 위한 연기·공주지역 행정중심도시건설을 위한 특별법
- 동·서·남해안권 발저특별법
- 국토의 계획 및 이용에 관한 법률
- 토지이용규제기본법
- 도시개발법
- 유비쿼터스도시의 건설 등에 관한 법률
- 경관법
- 개발제한구역의 지정 및 관리에 관한 특별조치법
- 도시공원 및 녹지 등에 관한 법률
- 건축법
- 건축사법
- 건축기본법
- 녹색건축물조성지원법
- 건축물의분양에 관한 법률
- 용산공원조성특별법
- 공공기관 지방이전에 따른 혁신도시 건설 및 지원에 관한 특별법

### 주택토지 관련 법률
- 주택법
- 임대주택법
- 부도공공건설임대주택 임차인 보호를 위한 특별법
- 도시 및 주거환경정비법
- 도시재정비 촉진을 위한 특별법
- 재건축초과이익 환수에 관한 법률
- 보금자리주택건설 등에 관한 특별법
- 공익사업을 위한 토지 등의 취득 및 보상에 관한 법률
- 개발이익환수에 관한 법률
- 공공토지의 비축에 관한 법률
- 한국토지주택공사법
- 공인중개사의 업무 및 부동산 거래신고에 관한 법률
- 부동산투자회사법
- 부동산개발업의 관리 및 육성에 관한 법률
- 외국인토지법
- 부동산 가격공시 및 감정평가에 관한 법률
- 택지개발촉진법
- 국가공간정보에 관한 법률
- 공간정보산업 진흥법
- 측량·수로조사 및 지적에 관한 법률

### 건설수자원 관련 법률
- 건설산업기본법
- 골재채취법
- 해외건설촉진법
- 건설기계관리법
- 건설기계저당법
- 건설기술관리법
- 시설물의 안전관리에 관한 특별법
- 하천법
- 댐건설 및 주변지역지원 등에 관한 법률
- 지하수법
- 한국수자원공사법
- 하천구역편입토지보상에 관한 특별조치법

### 교통정책 관련 법률
- 도시교통정비 촉진법
- 주차장법
- 교통약자의이동편의증진법
- 대중교통의 육성 및 이용촉진에 관한 법률
- 여객자동차 운수사업법
- 자동차관리법
- 자동차 등 특정동산 저당법
- 교통안전법
- 교통안전공단법
- 자동차손해배상보장법
- 대도시권 광역교통관리에 관한 특별법
- 교통시설특별회계법
- 국가통합교통체계효율화법
- 지속가능 교통물류 발전법
- 도로법
- 고속국도법
- 유료도로법
- 사도법
- 한국도로공사법
- 물류정책기본법
- 물류시설의 개발 및 운영에 관한 법률
- 화물자동차 운수사업법

### 항공철도 관련 법률
- 철도산업발전기본법
- 한국철도시설공단법
- 한국철도공사법
- 철도안전법
- 건널목개량촉진법
- 철도사업법
- 철도건설법
- 도시철도법
- 궤도운송법
- 항공법
- 항공운송사업진흥법
- 한국공항공사법
- 인천국제공항공사법
- 수도권신공항건설 촉진법
- 항공안전 및 보안에 관한 법률
- 항공·철도 사고조사에 관한 법률
- 공항소음방지 및 소음대책지역 지원에 관한 법률

## 선호도
20대 총선 당선자들을 대상으로 조사한 결과, 국토위를 '가고 싶은 상임위 1순위'로 꼽은 당선인은 총 53명으로 조사되어 가장 인기가 높은 것으로 드러났다. 사회간접자본(SOC) 사업에 영향을 줄 수 있는 부처·기관을 관리하고 있다 보니, 굵직한 대형공사로 지역구 치적을 쌓고 싶어 하는 의원들에게 매력적인 상임위일 수밖에 없다는 분석이 나온다.